# Hibiscus marlothianus
Hibiscus marlothianus är en malvaväxtart som beskrevs av Karl Moritz Schumann. Hibiscus marlothianus ingår i Hibiskussläktet som ingår i familjen malvaväxter. Inga underarter finns listade i Catalogue of Life.